# ジョン・カーグ

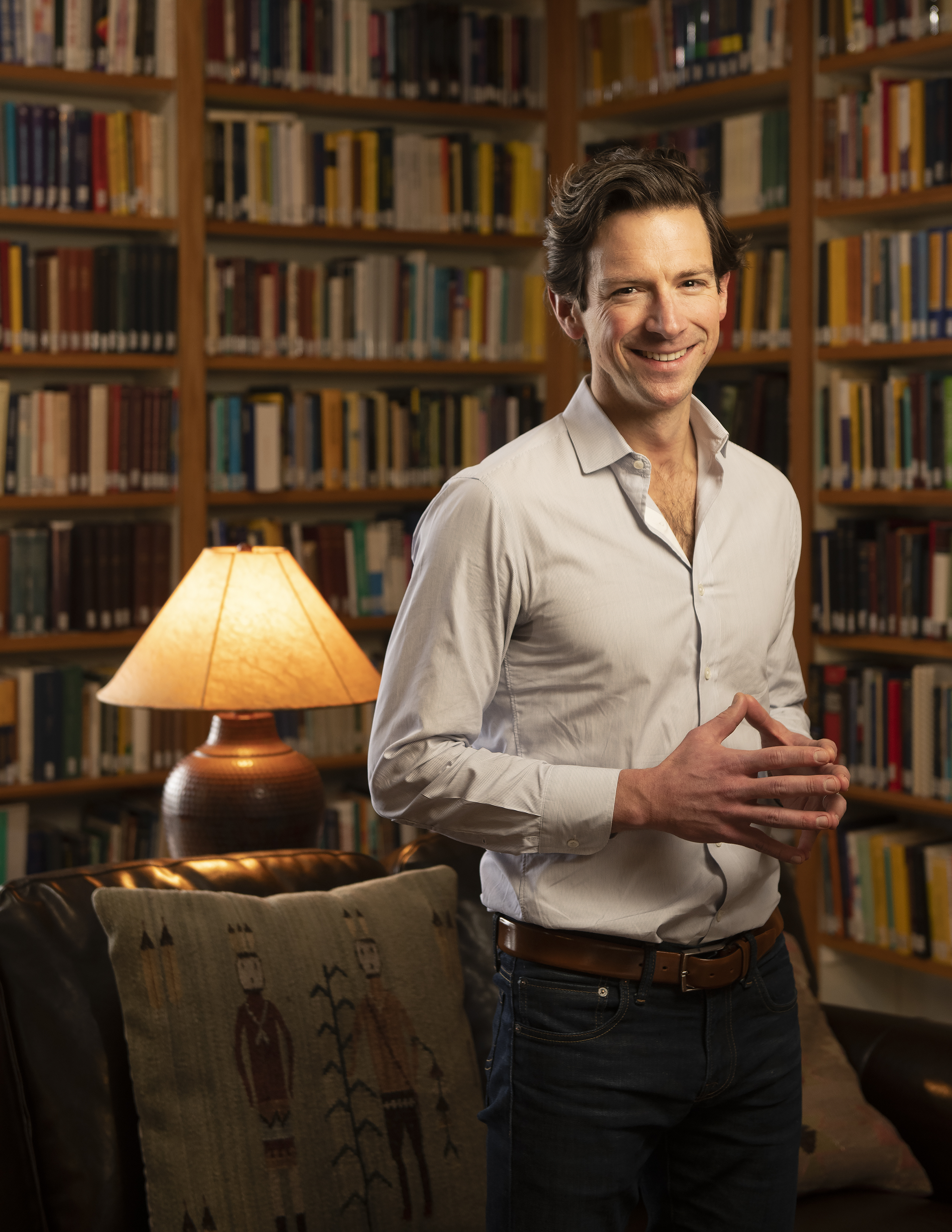

ジョン・カーグ（John Kaag、1979年生まれ）は、アメリカ合衆国の哲学者。
現在、マサチューセッツ大学ローウェル校の哲学科主任教授。 専門はアメリカ哲学。 『The Paris Review』、『The New York Times』、『Harper’s Magazine』に記事を寄稿している。

## 略歴
カーグはヤン・カーグとレベッカ・カーグの間に生まれた。
2003年にペンシルバニア州立大学から哲学の修士号を、2007年にオレゴン大学から哲学の博士号を取得した。 アメリカ芸術科学アカデミーとハーバード大学でポスドク研究をしていた。

## 受賞歴
著書『American Philosophy: A Love Story』はSociety for U.S. Intellectual Historyのジョン・デューイ賞を受賞した。
著書『Hiking with Nietzsche』はNational Public Radioの2018年ベストブックに選ばれ、『New York Times』のエディターズチョイスに選ばれた。

## 著作
- Idealism, Pragmatism, and Feminism: The Philosophy of Ella Lyman Cabot (2011). Lanham: Rowman & Littlefield. ISBN 978-0-7391-6781-6.
- Thinking Through the Imagination: Aesthetics in Human Cognition (2014). New York: Fordham University Press. ISBN 978-0-8232-5493-4.
- American Philosophy: A Love Story (2016). New York: Farrar, Straus and Giroux. ISBN 978-0-3741-5448-6.
- Hiking with Nietzsche: On Becoming Who You Are (2018). New York: Farrar, Straus and Giroux. ISBN 978-0-3741-7001-1.
- Sick Souls, Healthy Minds: How William James Can Save Your Life (2020) Princeton: Princeton University Press. ISBN 978-0-6911-9216-1.